# Youri Djorkaeff
Youri Djorkaeff (Lyon, 1968. március 9. –) francia válogatott labdarúgó, aki tagja volt az 1998-as labdarúgó-világbajnokságot és a 2000-es labdarúgó-Európa-bajnokságot megnyerő francia válogatottnak.

## Pályafutása

### Klubcsapataiban
Az örmény felmenőkkel rendelkező Youri Djorkaeffnek volt kitől örökölnie a tehetségét, hiszen édesapja, Jean összesen 48 alkalommal léphetett pályára a gall nemzeti tizenegyben. A fiatal Djorkaeff első klubja a Lyon külvárosában található Union Générale Arménienne de Décines volt, de gyermekként megfordult még a Meyzieu-ban és a Villeurbanne-ban is. Profi karrierje pedig a Grénoble-ban kezdődött, ahol már 16 évesen bemutatkozhatott a nagycsapatban. Huszonegy esztendősen szintén a másodosztályban szereplő Racing Strasbourg-ba igazolt, majd 1990 novemberében az AS Monaco igazolta le. Öt évet töltött el a nagyhercegség együttesében, amely idő alatt nyert egy Francia Kupát, bejutott a KEK-döntőjébe, 1993-ban pedig húsz találattal francia gólkirályi címet szerzett. Ebben az évben mutatkozhatott be a nemzeti tizenegyben is. 1995 nyarán a Paris Saint-Germain-be igazolt, majd az olasz Internazionaléba szerződött. Milánóban biztos csapattagnak számított, mivel a belé vetett bizalmat fontos gólokkal hálálta meg. 1999-ben nagy meglepetésre a német Kaiserslauternhez igazolt, ahol Otto Rehhagel pártfogása alatt kitűnően futballozott, ám miután a trénert menesztették, egyre többször maradt ki a csapatból, de a játékban gyakori sérülései is hátráltatták. A németek hamarosan felbontották a szerződését, így szabadon aláírhatott egy másik csapathoz. Így került Djokaeff Angliába, a Bolton Wanderers csapatához. Itt két esztendőt töltött el, majd 2004-ben eligazolt az ugyancsak angol Blackburn Rovers együtteséhez, de itt mindössze három mérkőzésen lépett pályára. 2005-ben az Amerikai Egyesült Államokba igazolt a MetroStars csapatához, amely napjainkban New York Red Bulls néven szerepel az MLS-ben. Djorkaeff itt egészen 2006-ig futballozott, míg végül 2006. október 29-én befejezte fényes labdarúgó-karrierjét.

## A válogatottban
Youri Djorkaeff egy Izrael elleni mérkőzésen mutatkozott be a francia nemzeti csapatban 1993-ban. Djorkaeff 2002-ig összesen 82-szer ölthette magára a francia válogatott mezét, s ez idő alatt 28-szor volt eredményes. A válogatottal mindent megnyert, amelyről egy labdarúgó valaha is álmodhat. 1998-ban megnyerte a nemzeti csapattal a franciaországi világbajnokságot, 2000-ben az Európa-bajnokságot és a 2001-es Konföderációs kupát is.